# M/S Arctic Sea

M/S Arctic Sea

Arctic Seas rutt under kapningen.

M/S Arctic Sea är ett lastfartyg, byggt 1992, med 7167 ton deplacement, som ägs av rederi Solchart i Helsingfors.

## Kapning
Fartyget kapades på Östersjön den 24 juli 2009 på färd mot Algeriet, och som återfanns vid Kap Verde den 17 augusti 2009. Vid kapningstillfället bar fartyget en last av 6 700 kubikmeter sågat virke till ett värde av 1,3 miljoner euro, lastat 20 till 22 juli i Alholmen vid Jakobstad, Finland. Kapningen fick stor uppmärksamhet eftersom sjöröveri på Östersjön är ytterst ovanligt, särskilt kapningar av hela fartyg. Det finns flera rena rykten om fartygets last, såsom kärnvapen eller droger, vilka är helt obekräftade ännu. Tidningen The Sunday Times skrev att den hemliga lasten bestod av missiler till luftförsvarssystemet S-300.

## Kapare
Av de åtta kapare som greps var sex bosatta i trakten av Tallinn och två i Lettland, samtliga av rysk etnicitet med en bakgrund av småbrottslighet och enklare arbeten.

## Ägare
Fartyget ingår i en komplicerad och osäker struktur av shippingbolag med ryska ägare. M/S Arctic Sea ägs av Arctic Sea Ltd på Malta, vilket är ett dotterbolag till Oy Solchart. Oy Solchart Management AB i Helsingfors bildat 1996, ombildat 2001, med styrelseordförande Victor Matveev som säger sig representera dotterbolaget Arctic Sea Ltd. Efter kapningen skapades en hemsida, hemsidan försvann efter några veckor. 2007 formade Solchart Management Oy Ltd en koncern med sina två dotterbolag: Arctic Sea Ltd, Malta och Arctic Spirit Ltd, Malta. 2008 bildades ytterligare ett dotterbolag: Solombala Marine Shipping Corp, Panama. 2009 grundades Oy White Sea Ltd (registrerat på samma adress som Solchart Management i Helsingfors). Enligt företagsregistret startade White Sea Ltd sin verksamhet 18 jul 2009. Moderbolaget delade då sin verksamhet på två bolag: White Sea Ltd och Solchart Management. Andra bolag som förekommer i strukturen är Solchart Arkhangelsk som tillhandahåller besättningar och tekniskt stöd, Aquaship Ltd 